# Exeristes longiseta
Exeristes longiseta là một loài tò vò trong họ Ichneumonidae.